# São Francisco do Conde
São Francisco do Conde é um município brasileiro localizado na Região Metropolitana de Salvador, no estado da Bahia. Sua população estimada pelo Instituto Brasileiro de Geografia e Estatística em 2024 era de 40 932 habitantes.
São Francisco do Conde pertenceu a Salvador até 1697, quando foi emancipado.
Grande parte de sua economia e PIB deve-se da arrecadação municipal de impostos ligados à produção e refino de petróleo pela refinaria RLAM, da Acelen, empresa criada pelo fundo Mubadala Investment Company dos Emirados Árabes Unidos.
Em maio de 2014, foi inaugurado no município um campus da Universidade da Integração Internacional da Lusofonia Afro-Brasileira (UNILAB), única instituição com este perfil.

## História
Em 1618, por ordem do Conde de Linhares, foi construído no alto de um monte, no Recôncavo Baiano, um convento e uma igreja, onde, mais tarde, surgiria a cidade de São Francisco do Conde, em 1698. 
O nome homenageia o padroeiro da cidade e o conde Fernão de Noronha, cuja mulher, D. Filipa de Sá, herdara as terras do irmão, Francisco de Sá, filhos ambos do 3° governador-geral do Brasil, Mem de Sá. A região onde fica a cidade foi conquistada pelo império português através de guerras travadas contra os índios que viviam nas margens dos rios Paraguaçu e Jaguaribe.